# مارينا غاتيل
مارينا غاتيل هي ممثلة إسبانية ولدت في 11 يوليو 1979.

## وصلات خارجية
- مارينا غاتيل على موقع IMDb (الإنجليزية)
- مارينا غاتيل على موقع قاعدة بيانات الفيلم (الإنجليزية)